# Villerville
Villerville (vi.lɛʁ.vilⓘ) es una población y comuna francesa, situada en la región de Normandía, departamento de Calvados, en el distrito de Lisieux y cantón de Trouville-sur-Mer.

## Demografía
| 750 | 728 | 722 | 733 | 686 | 676 |
| Para los censos de 1962 a 1999 la población legal corresponde a la población sin duplicidades (Fuente: INSEE [Consultar]) |     |     |     |     |     |